# Alfred Huth (Widerstandskämpfer)

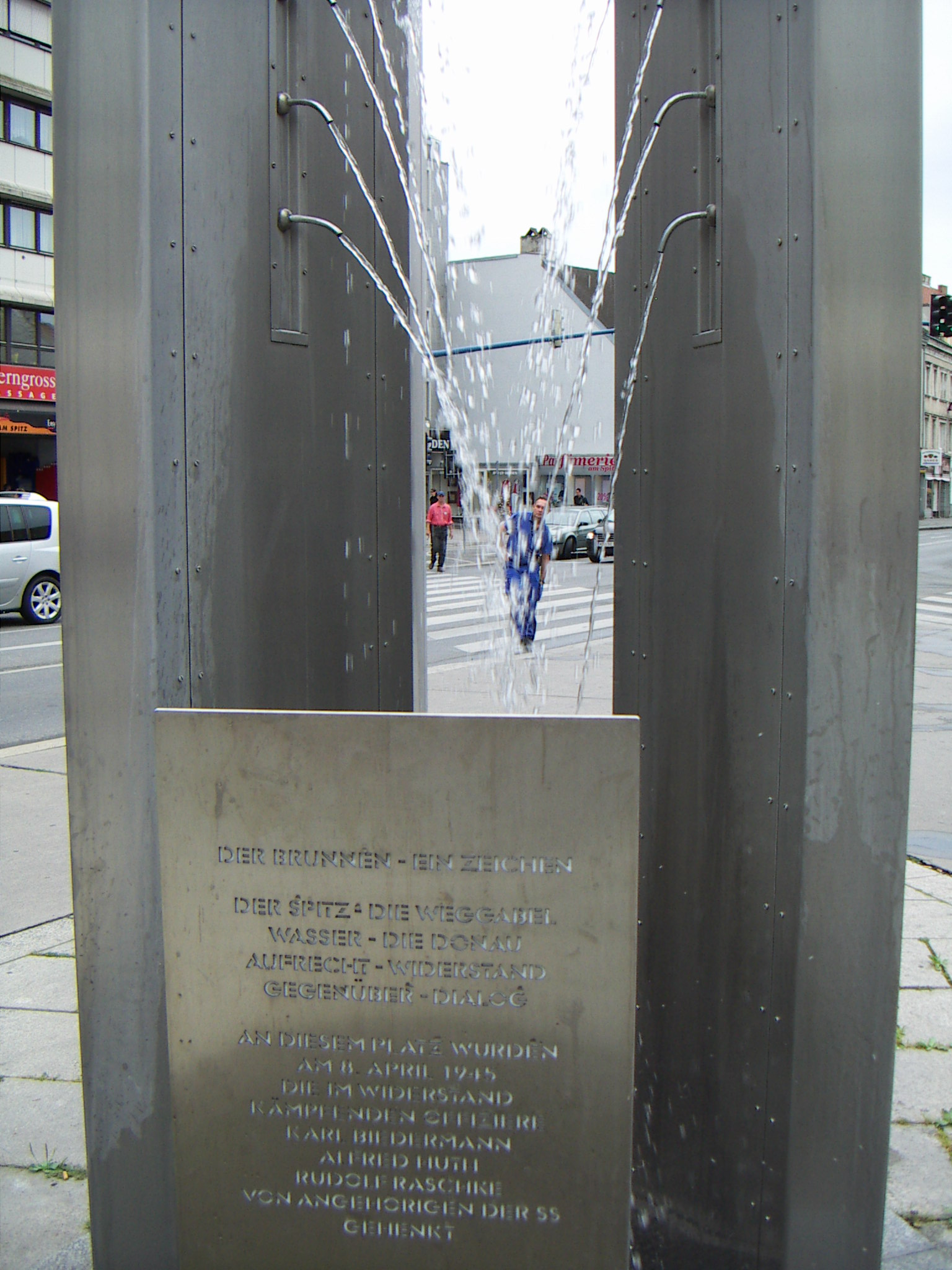
Denkmal in Floridsdorf

Alfred Huth (* 30. August 1918 in Wien; † 8. April 1945 ebenda) war Hauptmann in der deutschen Wehrmacht und Angehöriger des militärischen Widerstands gegen den Nationalsozialismus.

## Leben

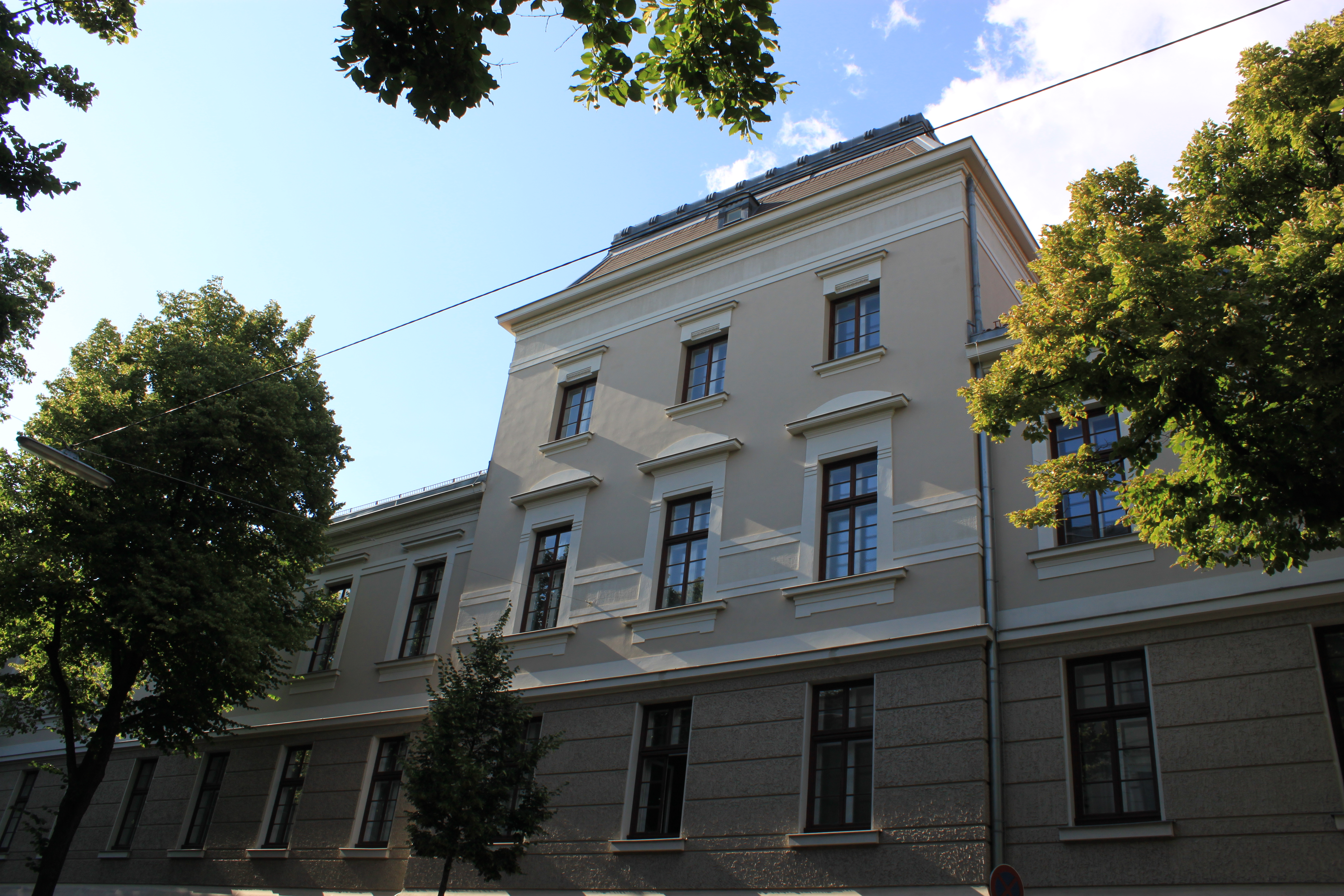
Biedermann-Huth-Raschke-Kaserne in Wien-Penzing

Gegen Ende des Zweiten Weltkriegs schloss sich Huth zusammen mit Major Karl Biedermann und Oberleutnant Rudolf Raschke der von Major Carl Szokoll geleiteten Widerstandsgruppe österreichischer Angehöriger der Wehrmacht innerhalb des Wehrkreiskommandos XVII an. Im Frühjahr 1945 plante diese die „Operation Radetzky“, deren Ziel es war, die Rote Armee bei der Befreiung Wiens zu unterstützen und größere Zerstörungen zu verhindern. Doch die für 6. April 1945 geplante „Operation Radetzky“ wurde verraten.
Am 6. April 1945 wurde Huth im Gebäude des Wiener Wehrkreiskommando XVII in der Universitätsstraße 7 verhaftet, aber bei der anschließenden Standgerichtsverhandlung gegen Karl Biedermann zusammen mit Rudolf Raschke freigesprochen. Auf Anweisung des Reichsverteidigungskommissars Generaloberst der Waffen-SS Sepp Dietrich wurden Huth und Raschke jedoch vor ein SS- und Polizeigericht gestellt und am 8. April 1945 zum Tode verurteilt.
Am selben Tag wurde Huth zusammen mit zwei weiteren Angehörigen des militärischen Widerstands, Major Karl Biedermann und Rudolf Raschke, öffentlich am Floridsdorfer Spitz in Wien gehängt. Der Wiener Chef der Sicherheitspolizei und des SD Rudolf Mildner übernahm persönlich das Kommando am Richtplatz. Durchgeführt wurde die Hinrichtung von Wiener Gestapo-Beamten unter dem Kommando von SS-Obersturmführer Franz Kleedorfer (* 1908).
Huth wurde am 2. August 1945 – zusammen mit Karl Biedermann und Rudolf Raschke – in Wien auf dem Hietzinger Friedhof in einem ehrenhalber gewidmeten Grab (Gruppe 66, Reihe 19, Nummer 5) bestattet.

## Ehrungen
1967 wurde die Kleine Breitenseer Kaserne in Wien-Penzing nach Biedermann und seinen beiden Mitstreitern Alfred Huth und Rudolf Raschke in „Biedermann-Huth-Raschke-Kaserne“ benannt. 1992 wurde im 21. Wiener Gemeindebezirk Floridsdorf die Alfred-Huth-Gasse nach ihm benannt.